# Honda Honda
Honda Honda er en dansk kortfilm fra 1996 med instruktion og manuskript af Pernille Fischer Christensen.

## Handling
Honda Honda møder barmhjertighedens engel i New York.